# Abram (gmina)
Abramⓘ – gmina w Rumunii, w okręgu Bihor. Obejmuje miejscowości Abram, Cohani, Dijir, Iteu, Iteu Nou, Margine, Satu Barbă i Suiug. W 2011 roku liczyła 2808 mieszkańców.